# تل خاکی
تل خاکی مربوط به دوران‌های تاریخی پس از اسلام است و در شهرستان نی‌ریز، روستای باقرآباد واقع شده و این اثر در تاریخ ۲۳ بهمن ۱۳۸۰ با شمارهٔ ثبت ۴۷۲۰ به‌عنوان یکی از آثار ملی ایران به ثبت رسیده است.